# رفيع الدين الدهلوي
رفيع الدين الدهلوي (1163 - 1233 هـ / 1749 - 1817 م) هو كاتب، شاعر ، متصوف ، من أهل الهند.
هو عبد الوهاب بن ولي الله بن عبد الرحيم العمري الدهلوي. ولد في دهلي، وأخذ عن أخيه عبد العزيز ، كما أخذ الطريقة الصوفية على الشيخ محمد عاشق بن عبيد الله البهتلي.
كان يجيد العربية والفارسية، ومن آثاره «دمغ الباطل» و «أسرار المحبة».